# 亚历山大·柯涅楚克
亚历山大·叶夫多基莫维奇·柯涅楚克，（俄语：Алекса́ндр Евдоки́мович Корнейчу́к；1905年5月25日—1972年5月14日），乌克兰人，苏联文学家，外交官，党和国家领导人，苏联科学院院士。曾任乌克兰苏维埃社会主义共和国作家联盟主席，外交人民委员，艺术委员会主席，苏联外交第一副人民委员，乌克兰苏维埃社会主义共和国最高苏维埃主席等职务。柯涅楚克5次获得斯大林奖，是苏联戏剧界社会主义现实主义的主要推动者，知名作品有1942年创作的话剧《前线》。

## 生平
- 1905年5月12日（格里历：5月25日）出生于沙俄基辅省赫里斯蒂诺夫卡村的一个铁路工人家庭。
- 1913年-1917年，赫里斯蒂诺夫卡铁路学校学习。
- 1917年-1919年，乌曼第二中学学习，因父亲病故肄业。
- 1919年-1923年，赫里斯蒂诺夫卡站铁路工人，工人俱乐部话剧团团长。1923年加入共青团。
- 1923年-1925年，当地工人劳动学院学习。
- 1925年-1929年，基辅公共教育学院（现基辅大学）文学系学习。
- 1929年-1930年，基辅电影制片厂编剧，教授编剧课程。
- 1930年-1934年，哈尔科夫电影制片厂编剧，敖德萨共青团电影制片厂艺术总监，乌克兰电影制片厂编剧。
- 1934年-1941年，乌克兰苏维埃社会主义共和国作家联盟主席。期间，1938年-1941年兼任乌克兰苏维埃社会主义共和国作家联盟秘书。1939年当选乌克兰苏维埃社会主义共和国科学院院士。1940年加入联共（布）。
- 1941年-1943年，红军西南方面军政治部干部，准将军衔。
- 1943年-1944年，苏联外交第一副人民委员。1943年9月当选苏联科学院语言文学系院士。
- 1944年2月-7月，乌克兰苏维埃社会主义共和国人民委员会副主席兼外交人民委员。
- 1944年7月-1945年，乌克兰苏维埃社会主义共和国艺术委员会主席。
- 1946年-1953年，乌克兰苏维埃社会主义共和国作家联盟主席。期间，1947年3月-1953年9月，乌克兰苏维埃社会主义共和国最高苏维埃主席。
- 1953年6月-1954年，乌克兰苏维埃社会主义共和国部长会议第一副主席。
- 1959年3月-1972年5月，乌克兰苏维埃社会主义共和国最高苏维埃主席。
- 1959年起，苏联作家联盟理事会秘书，世界和平理事会主席团成员。
- 1972年5月14日于基辅逝世，享年66岁。葬于基辅拜科夫公墓。

柯涅楚克是苏共19-24大代表，第19-24届中央委员；第1-5届苏联最高苏维埃联盟院代表，第6-8届苏联最高苏维埃民族院代表，第1-8届乌克兰苏维埃社会主义共和国最高苏维埃代表。

## 荣誉
- 三次斯大林奖一等奖（1941,1942,1943）
- 斯大林奖二等奖（1948）
- 斯大林奖三等奖（1950）
- 列宁和平奖（1960）
- 乌克兰苏维埃社会主义共和国塔拉斯·舍甫琴科国家奖（1971）
- 社会主义劳动英雄称号（1967）
- 六次列宁勋章（1939,1948,1955,1960,1965,1967）
- 十月革命勋章（1971）
- 红旗勋章（1943）
- 红星勋章（1944）
- 一级卫国战争游击队员奖章（1944）[2]